# Place de Lituanie à Lublin

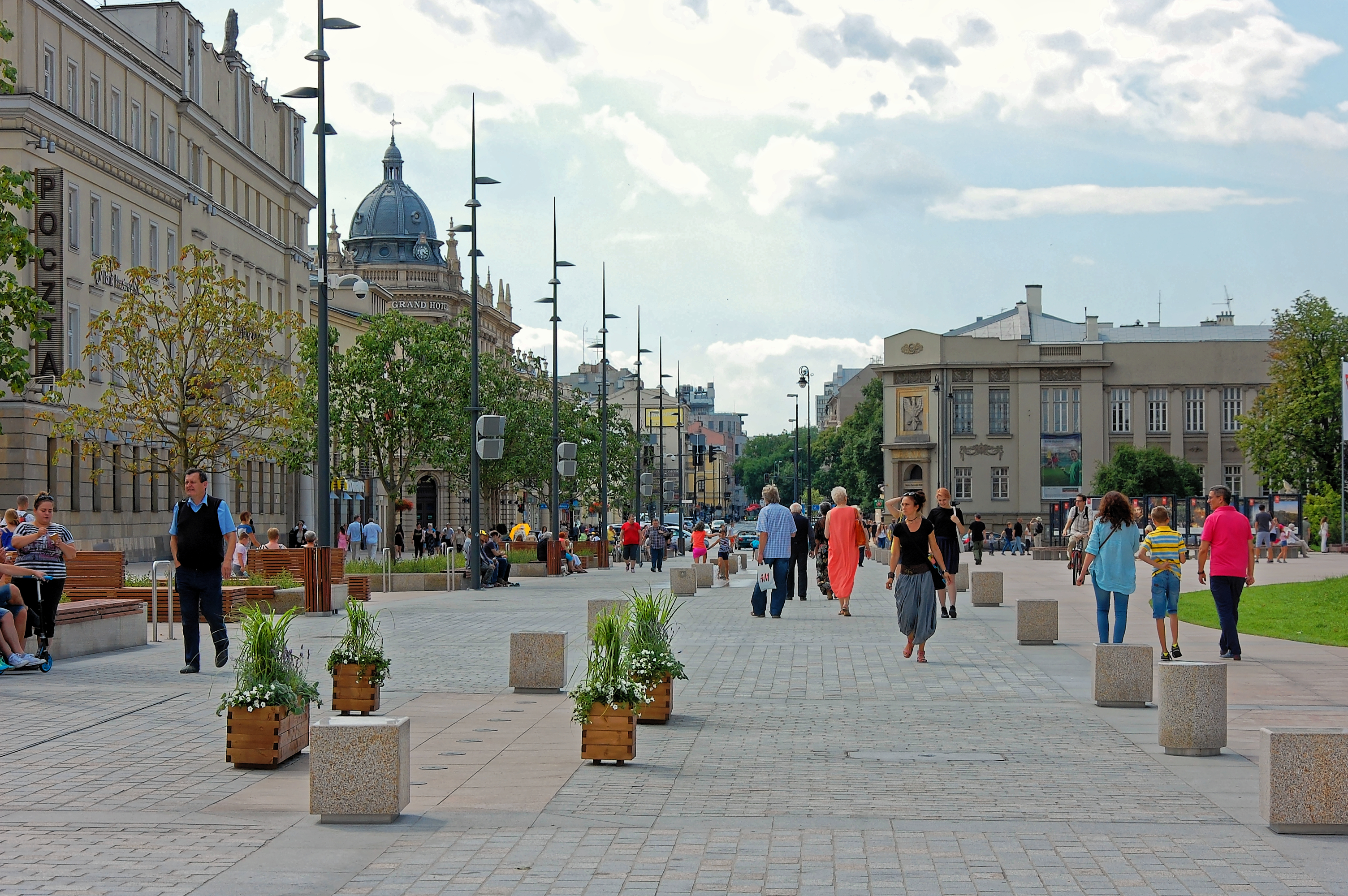
La place de Lituanie (2017)

La place de Lituanie à Lublin est une place d’une superficie de 35.000 m2 est située au centre de Lublin (Pologne). Elle a été créée dans les années 1820 afin d’y organiser les défilés militaires. Son nom ancien, la place de Parade, vient de sa destination originelle. La place de Lituanie est un endroit central de Lublin, où l'on organise des cérémonies nationales ou des happenings. Elle a été inscrite au registre des monuments historiques le 10 avril 1972 sous le numéro A/588. 

## Historique

### Avant 1918
Au XVIe siècle, le chemin vers le pont sur la Czechówka qui menait ensuite jusqu’à la route vers Varsovie, traversait la place actuelle. À l’époque, ces territoires appartenaient à la maison Radziwiłł. Au XVIIe siècle, ils ont été transférés à Józef Karol Lubomirski, et ensuite à sa fille Maria Anna, femme de Paweł Karol Sanguszko. Après la famille Sanguszko, la place appartenait à la famille Szepetycki. Beniamin Finke l’a acheté dans une vente aux enchères en 1801 et il l’a donné au gouvernement. 
Jusqu’en 1918, le terrain avec la place était utilisé comme un entrepôt de paille. En 1819, les travaux de démolition de l’hôpital et de l’église des Frères de la charité qui ont été construits au milieu du XVIIIe siècle, ont débuté. En 1823, Jan Stompf a reconstruit la place et le palais de Radziwiłł afin de le transformer en siège de la Commission de la Voïvodie de Lublin. La place d’environ 2 ha de superficie a été nommée la place de Parade. La partie de la place a été occupée par le square, où on a installé le monument à l'Union de Lublin. Selon la tradition, la noblesse polonaise et lituanienne a délibéré sur la place en 1569, avant que l’Union de Lublin a été signée. Cet événement a été commémoré par un obélisque de brique, détruit lors de la démolition de l’église des Frères de la charité. En 1826, Stanisław Staszic a obtenu de l’approbation des autorités tsaristes de la création de nouveau monument. Le projet du bas-relief classique qui présentait la Pologne et la Lituanie a été créé par Paweł Maliński. L’obélisque a été construit d’acier.
Ensuite, entre 1873 et 1876, les autorités tsaristes ont ordonné de construire l’église orthodoxe de l’Exaltation de la Sainte Croix dans la place. Le bâtiment, étranger du point de vue de l’architecture de Lublin, avait le corps à cinq dômes et la grande tour avec la cloche qui venait de l’église Saint Michel, démolie en 1852. Lorsque Lublin a été pris par les Autrichiens, l’église orthodoxe a été adaptée à l’église de garnison, et les bâtiments autour de l’église sont devenus siège du Gouvernement général de Pologne. En 1916, on a installé une pierre inscrite pour commémorer le 125e anniversaire de la Constitution polonaise du 3 mai 1791. 

Environ 1880, on a planté un « arbre de la liberté » - un peuplier noir, nommé plus tard « Baobab » sur la place pour commémorer l’Insurrection de Janvier.

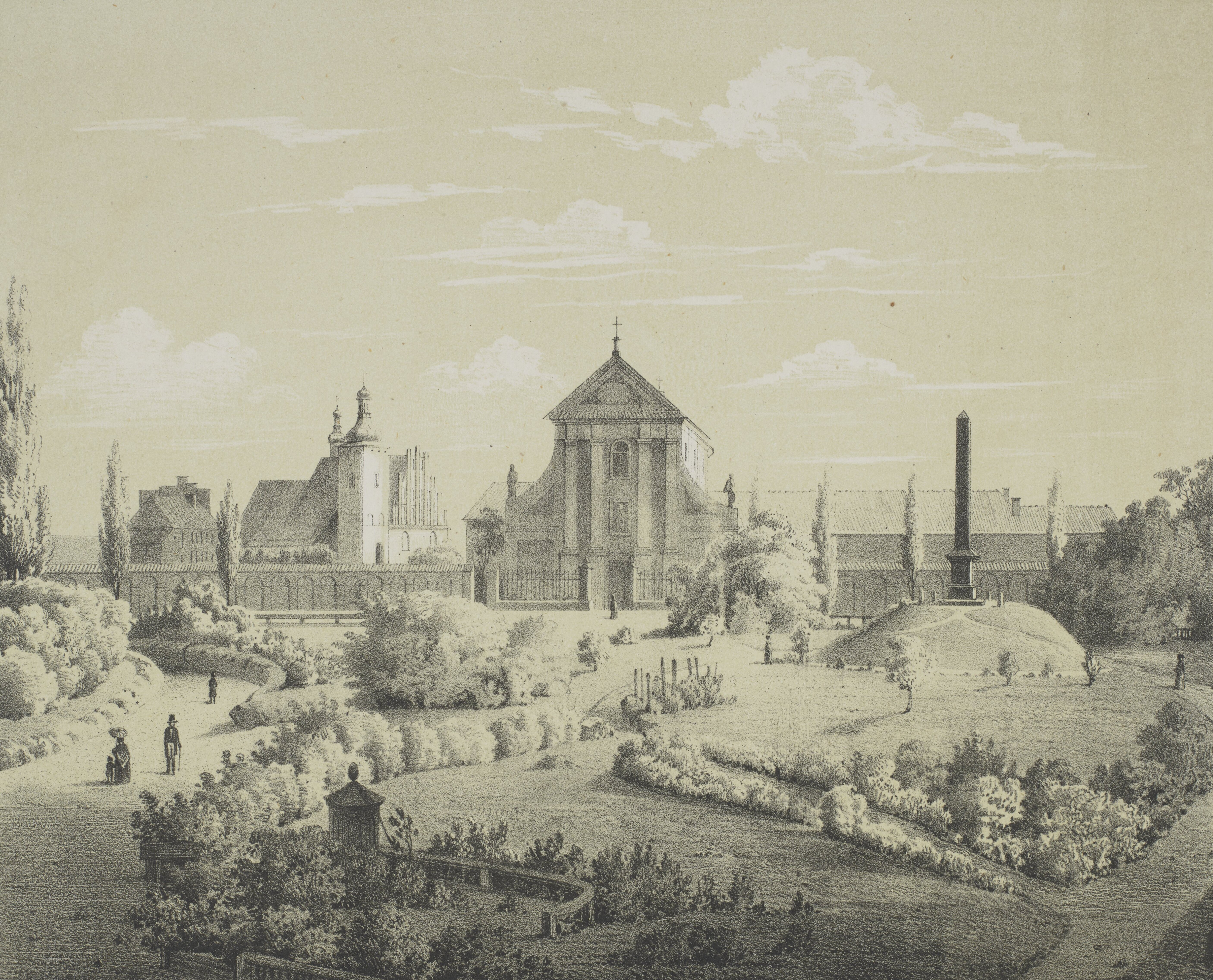
L’église des Visitandines, l’église des Frères mineurs capucins et le monument de l’Union de Lublin d’environ 1860, la lithographie d’Adam Lerue
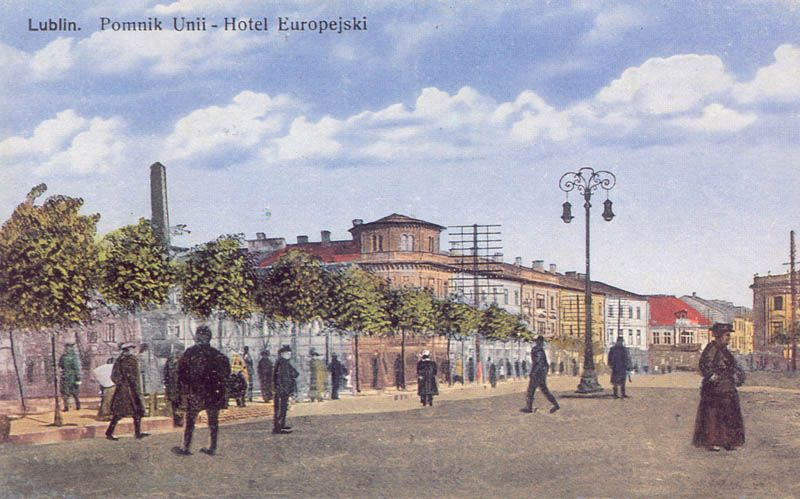
La place de Lituanie sur la carte postale du début du XXe siècle

### 1918-1989
Les événements concernant la prise du pouvoir par les Autrichiens et la création du Gouvernement Populaire Provisoire de la République de Pologne se sont passés autour de la place de Lituanie en 1918. Jusqu’au 2 novembre, le palais de Radziwiłł était le siège du gouverneur. Le 7 novembre, il est devenu siège du gouvernement d’Ignacy Daszyński. La première réunion du gouvernement a été y organisée. Le bâtiment de l’ancienne Banque de l’État qui abritait le club des officiers, est devenu lieu des réunions des officiers, pendant lesquelles on prenait les décisions concernant la reprise du pouvoir de l’occupant. La nuit du 6 au 7 novembre, les membres de l’Organisation Militaire Polonaise ont interné les officiers du Conseil de régence dans le bâtiment de l’hôtel Wiktoria (qui n’existe plus), tandis que de l’autre côté de la place, sur la rue Niecała, on a interné Juliusz Zdanowski, commissaire du conseil de régence de Lublin. 
En 1925, on a démoli l’église orthodoxe. Au temps de la Deuxième République, la place portait le nom actuel. Pendant l’occupation, on a changé le nom à « Adolf Hitler-Platz » et après la Seconde Guerre mondiale, on a rétabli le nom « la place de Lituanie ». En 1945, on a construit le Monument de Gratitude à l’Armée soviétique qui présentait le soldat avec le drapeau. Après la mort de Staline dans les années 1950, la place a été nommée « la place de Joseph Staline ». En 1974, on a posé la plaque du Soldat inconnu, et en 1981, on a érigé un monument commémorant le 190e anniversaire de la Constitution du 3 mai.

## Après 1989

### 1989-2010
Jusqu’en 2009, on a fait des changements symboliques de la place, estimés à 850 mille zlotys. En 1990, le « baobab » a été classé monument naturel. Dans les années 1990, le Monument de Gratitude à l’Armée soviétique a été démonté et en 2001, on a dévoilé le monument du maréchal Piłsudski. Au début du XXIe siècle, le « baobab » a commencé à mourir.

### À partir de 2010
En juillet 2010, les autorités de Lublin ont lancé un concours pour la revitalisation de la place de Lituanie. Les plans de la reconstruction reposaient sur l’idée de créer l’endroit destiné principalement aux piétons. On envisageait d’allonger la promenade de Krakowskie Przedmieście jusqu’à la rue Kołłątaj et de fermer la rue où il y avait l’hôtel Europa. On considérait la possibilité de destiner les bâtiments de l’Université Marie Curie-Skłodowska à des objectifs publics et de changer la localisation de la station météorologique qui a été située à l’Université. 
En 2013, on a accepté le projet de transformation qui a été basé sur les plans d’il y a 3 ans. On envisageait de réaliser l’investissement jusqu’en 2014, avec les coûts estimés d’environ 30 millions de zlotys, mais les délais fixés a été modifiés. En octobre 2014, on a fixé la date du commencement des travaux au printemps 2015 (les coûts estimés de 62 millions de zlotys). L’année suivante, on a fait un appel d’offres, et le délai a été fixé au printemps 2017.
En avril 2016, les travaux de reconstruction de la place ont commencé. On envisageait d’allonger la promenade jusqu’au croisement avec la rue Kołłątaj (la liquidation de circulation des voitures). Au cours de travaux, on a sécurisé la fondation de l’église orthodoxe et on a découvert les restes des routes et des bâtiments anciens. On a maintenu la configuration d’espace et on a reproduit la route historique vers Wieniawa. On a changé le revêtement, la configuration d’espaces verts, les fontaines, l’illumination de bâtiments et de monuments autour de la place,. De plus, on a supprimé la vieille fontaine pour y créer l’ensemble des installations distribuant de l’eau avec une digue de 5 m et le système de contrôle de 5 fonctions (l’eau, la lumière, le son, le laser, l’image projeté à la façade du bâtiment de la poste) le plus moderne en Europe. On a rénové les places de Mieczysław Albert Krąpiec et de Józef Czechowicz. La place de Lituanie a ouvert après la rénovation en juin 2017,. 

En 2017, quand la branche du « baobab » s’est cassée, on a décidé d’enlever l’arbre. 

Jusqu’en 2016
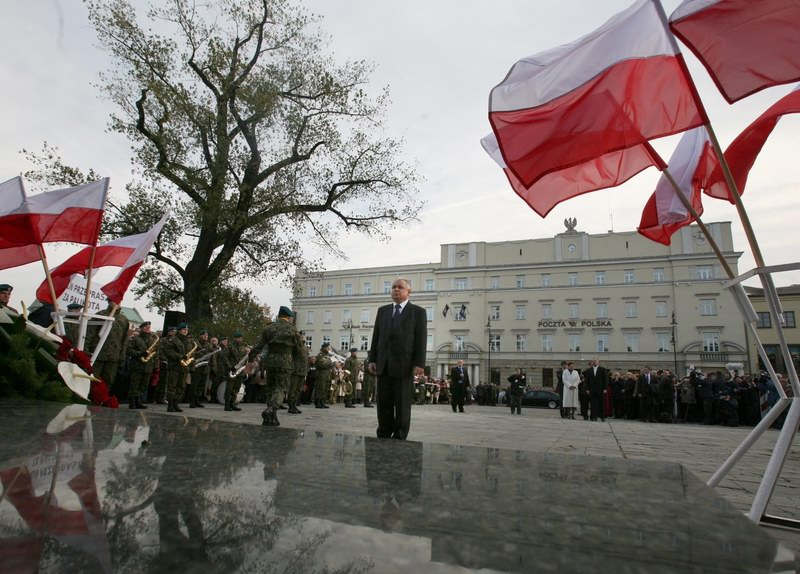
La visite de président de la République Lech Kaczyński à Lublin. La place de Lituanie, à l’arrière-plan le bâtiment de Poczta Polska et le « baobab », 2008
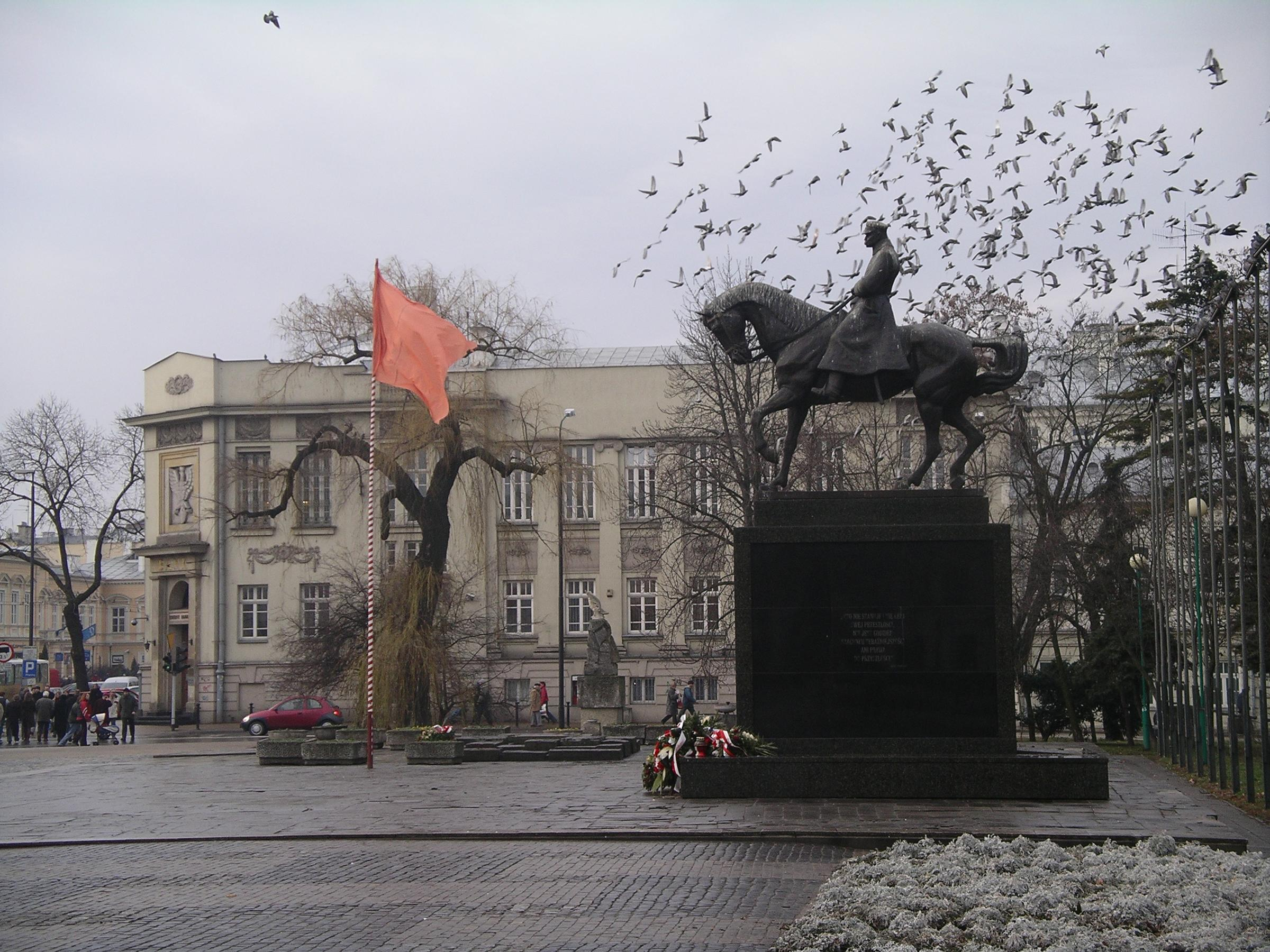
Le monument de Józef Piłsudski. À côté du monument, le drapeau de la révolution orange, 2005
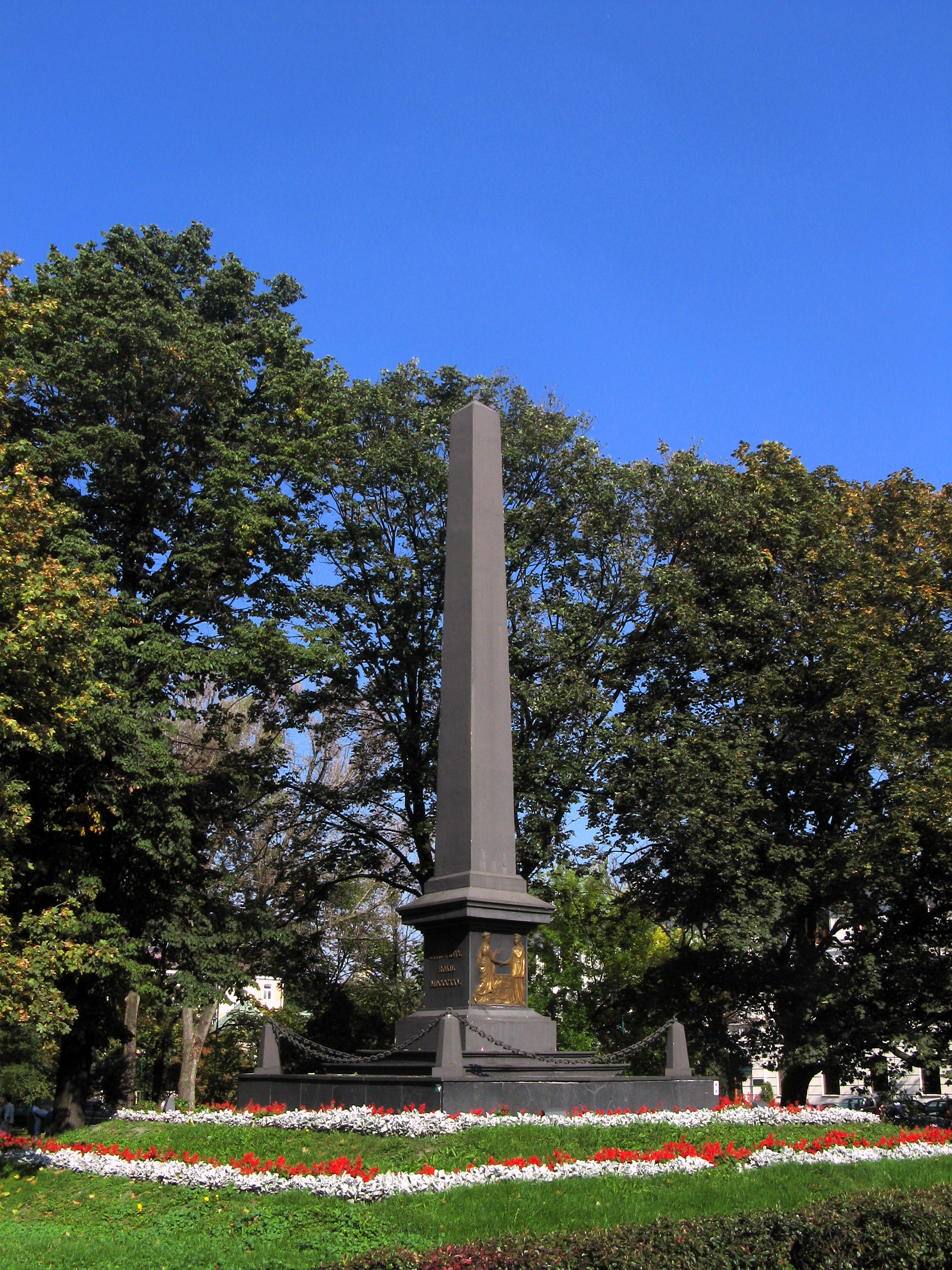
Le monument à l'Union de Lublin, 2007
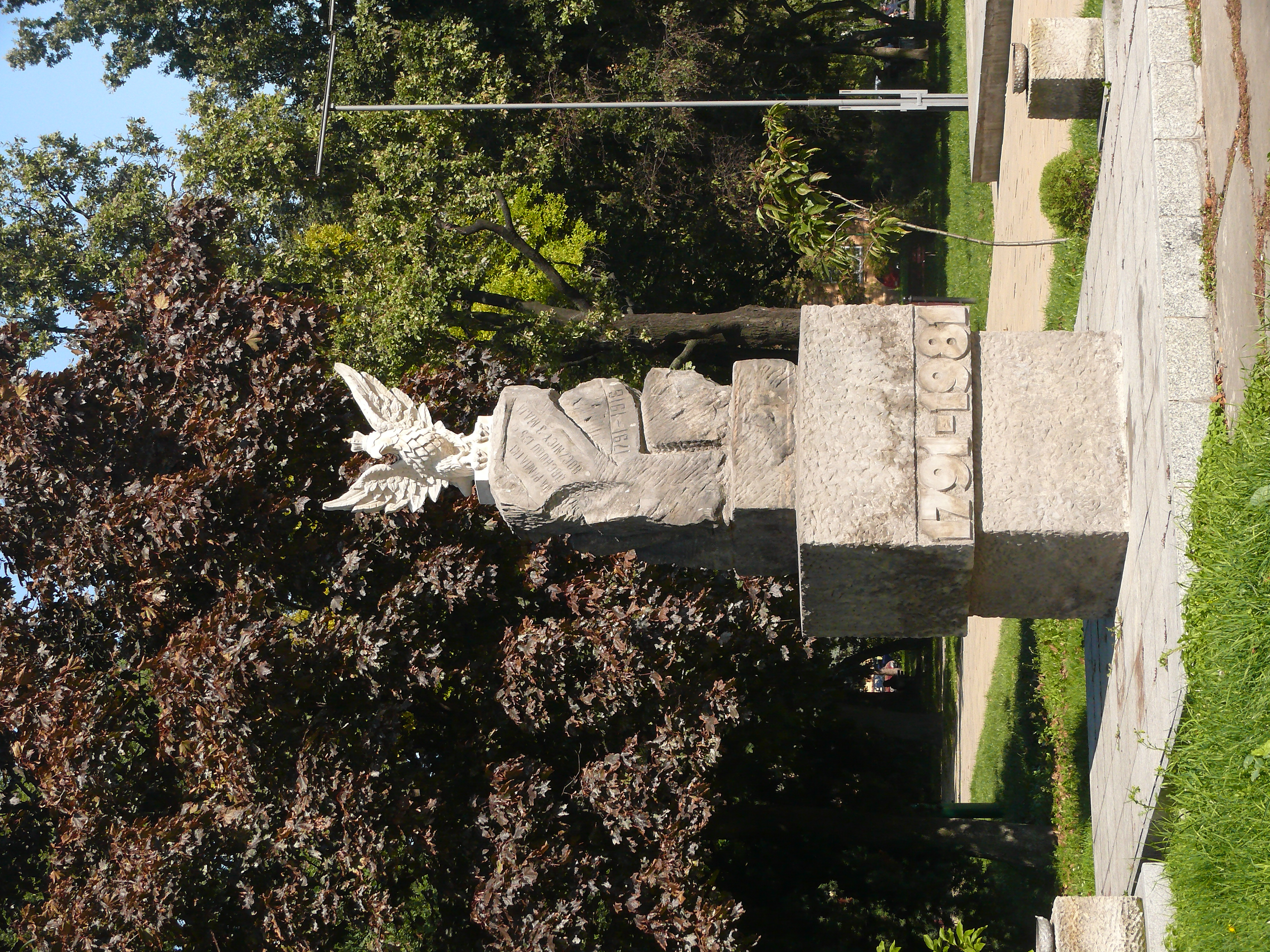
Le monument de la Constitution du 3 mai, 2012
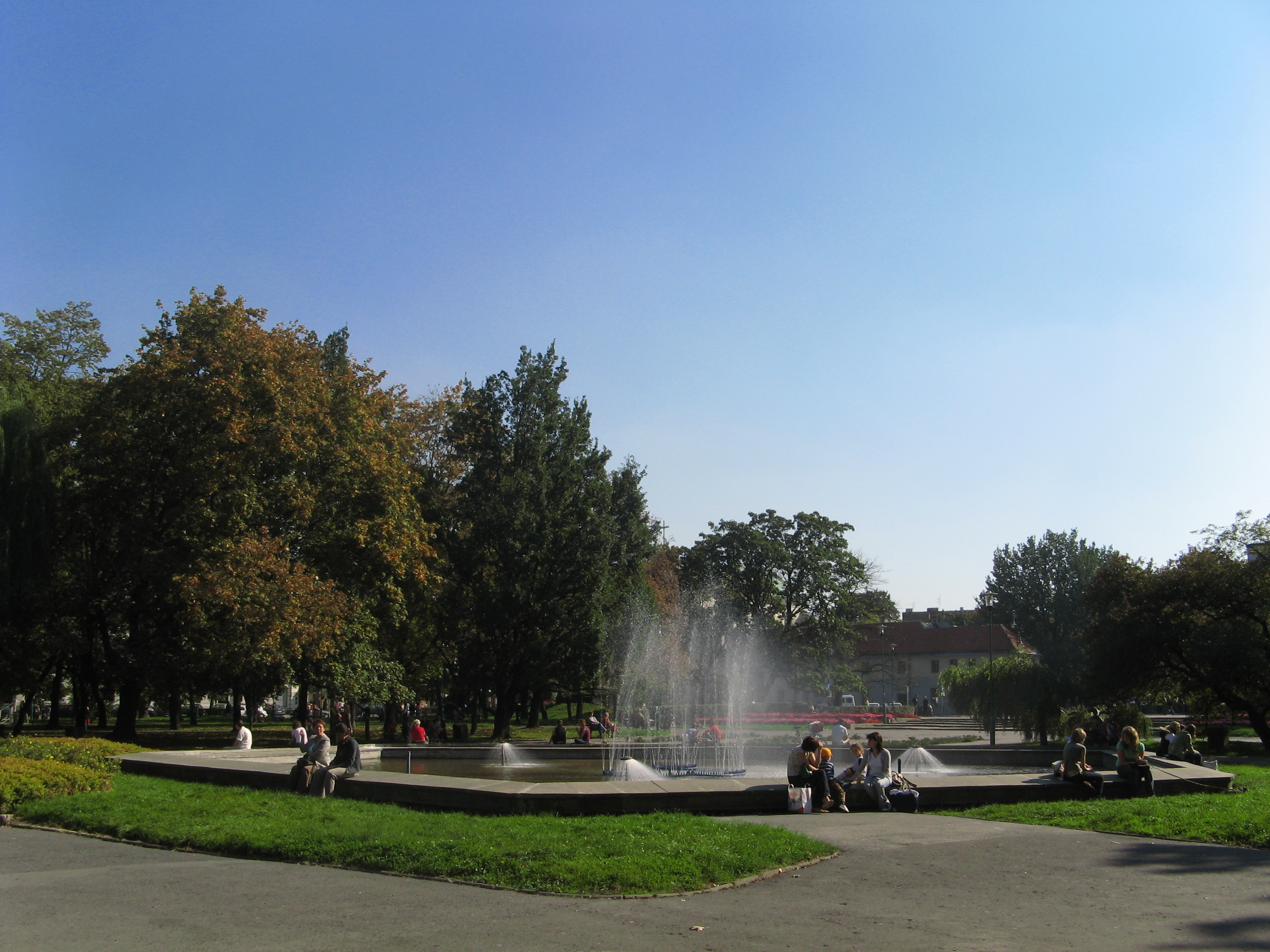
La fontaine, 2007
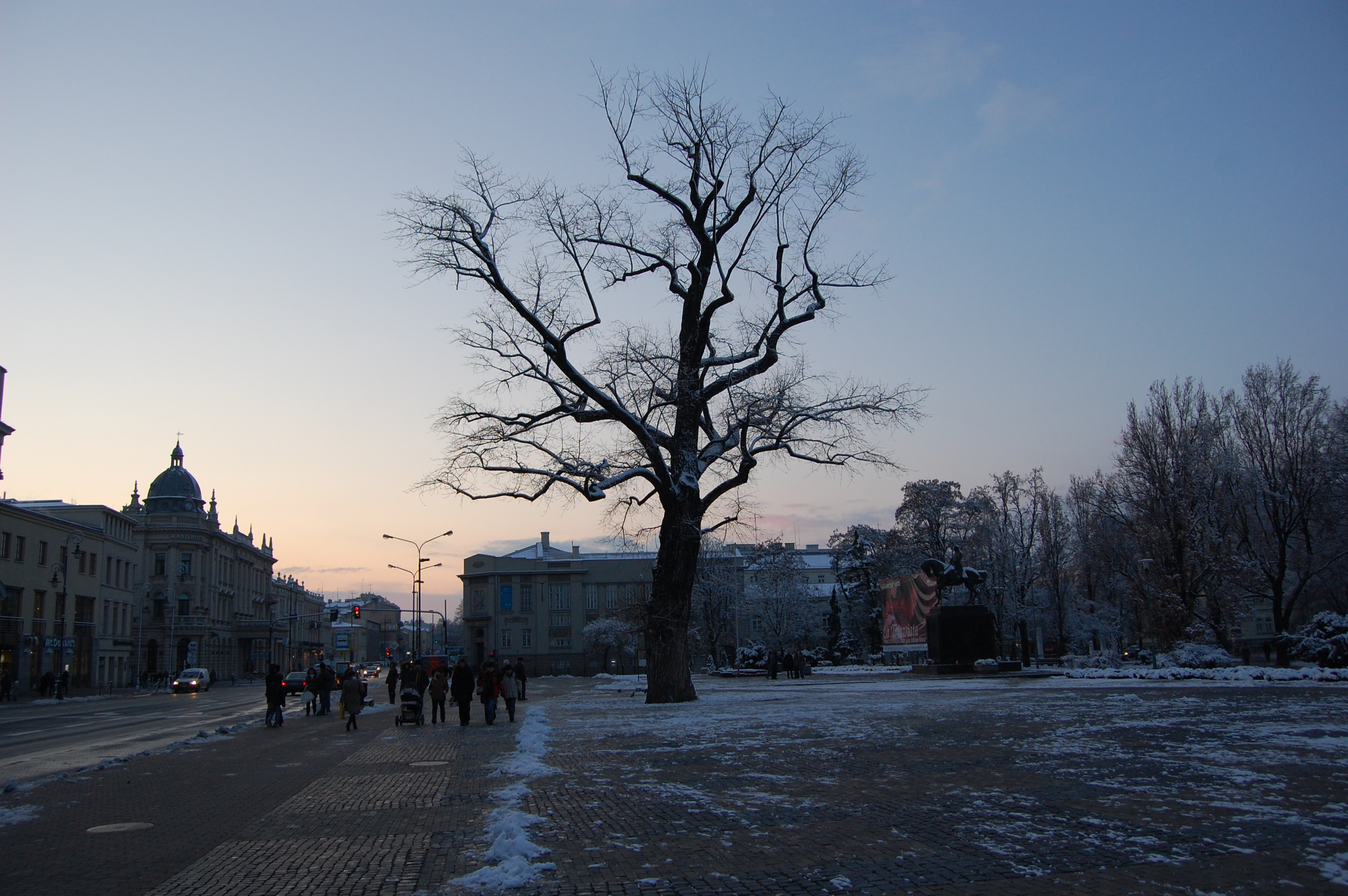
Le peuplier noir, appelé « Baobab », 2008

À partir de 2016 :
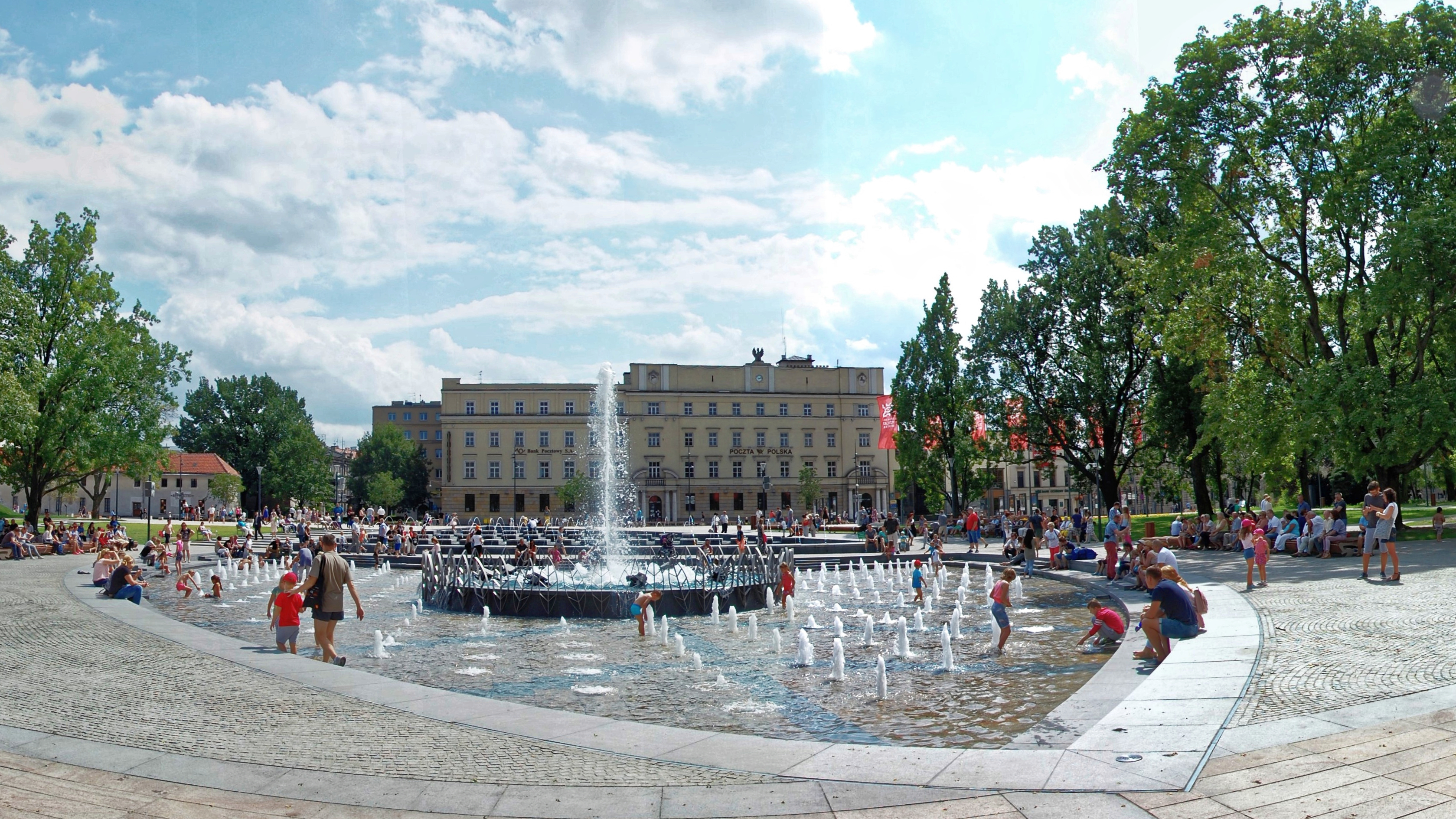
La fontaine multimédia et le bâtiment de Poczta Polska (La poste polonaise)
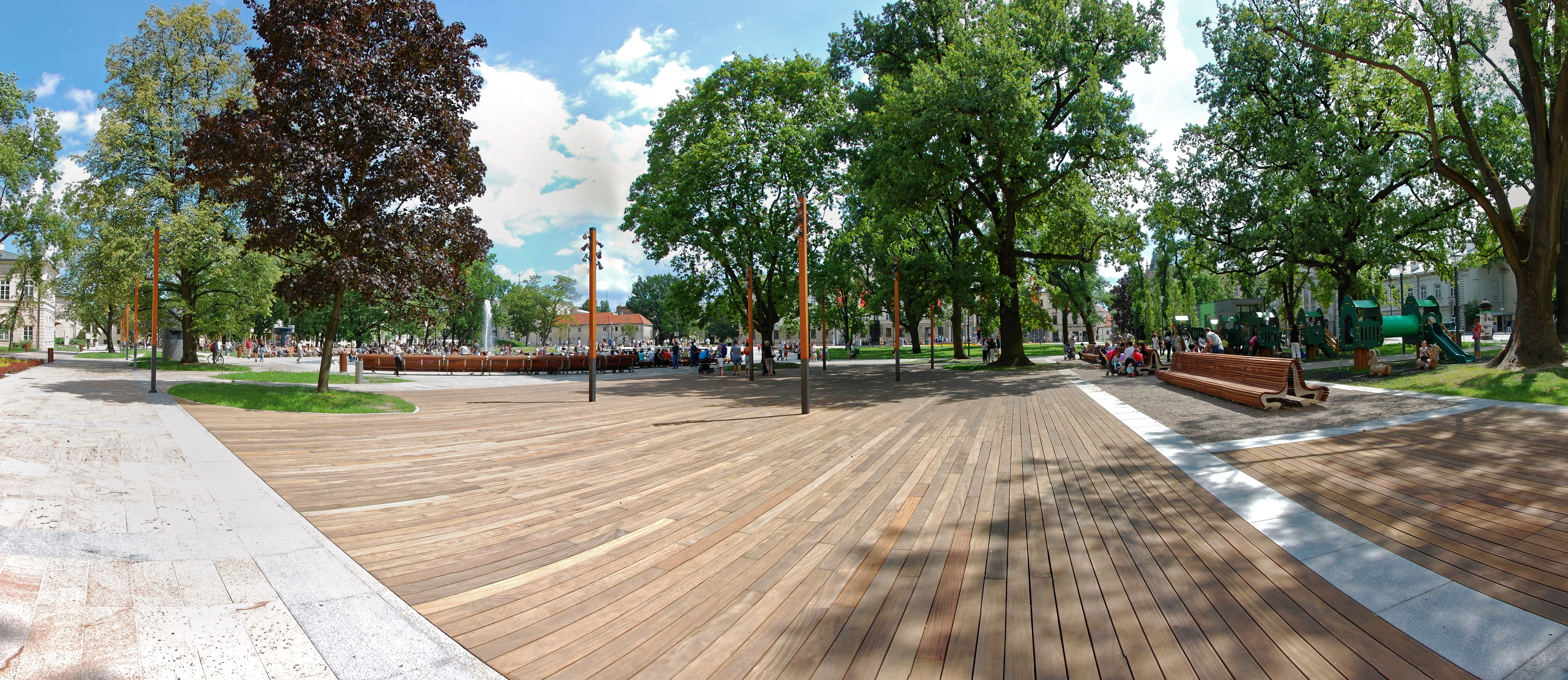
La partie de la place avec le revêtement en bois, destinée à la danse
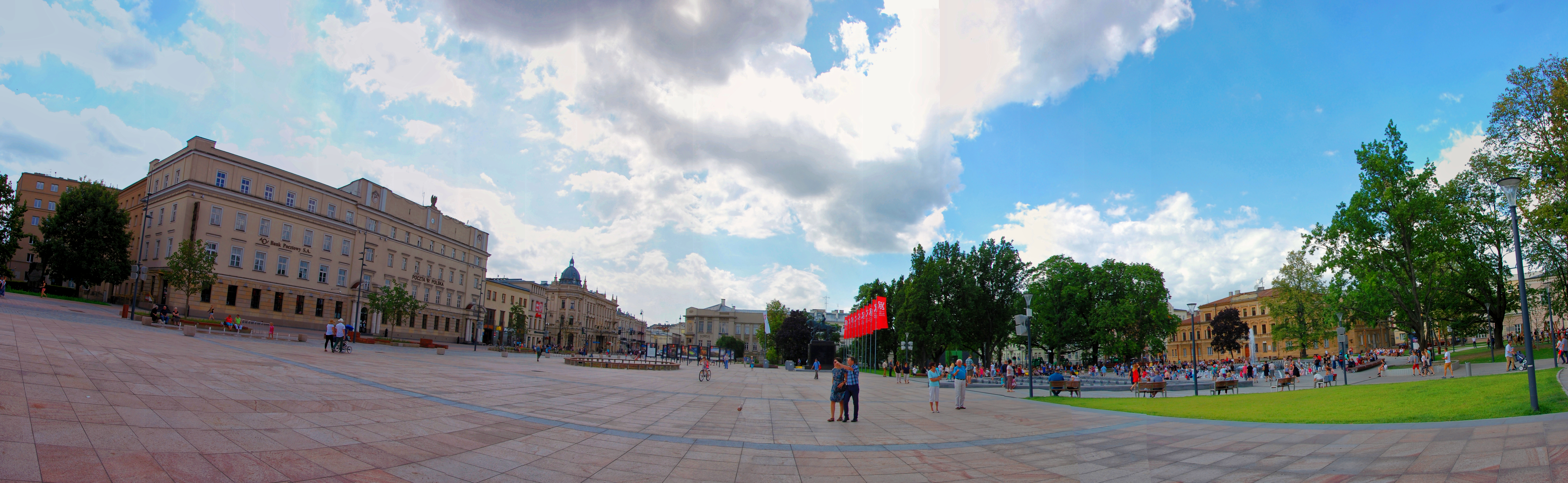
Le panorama de la place
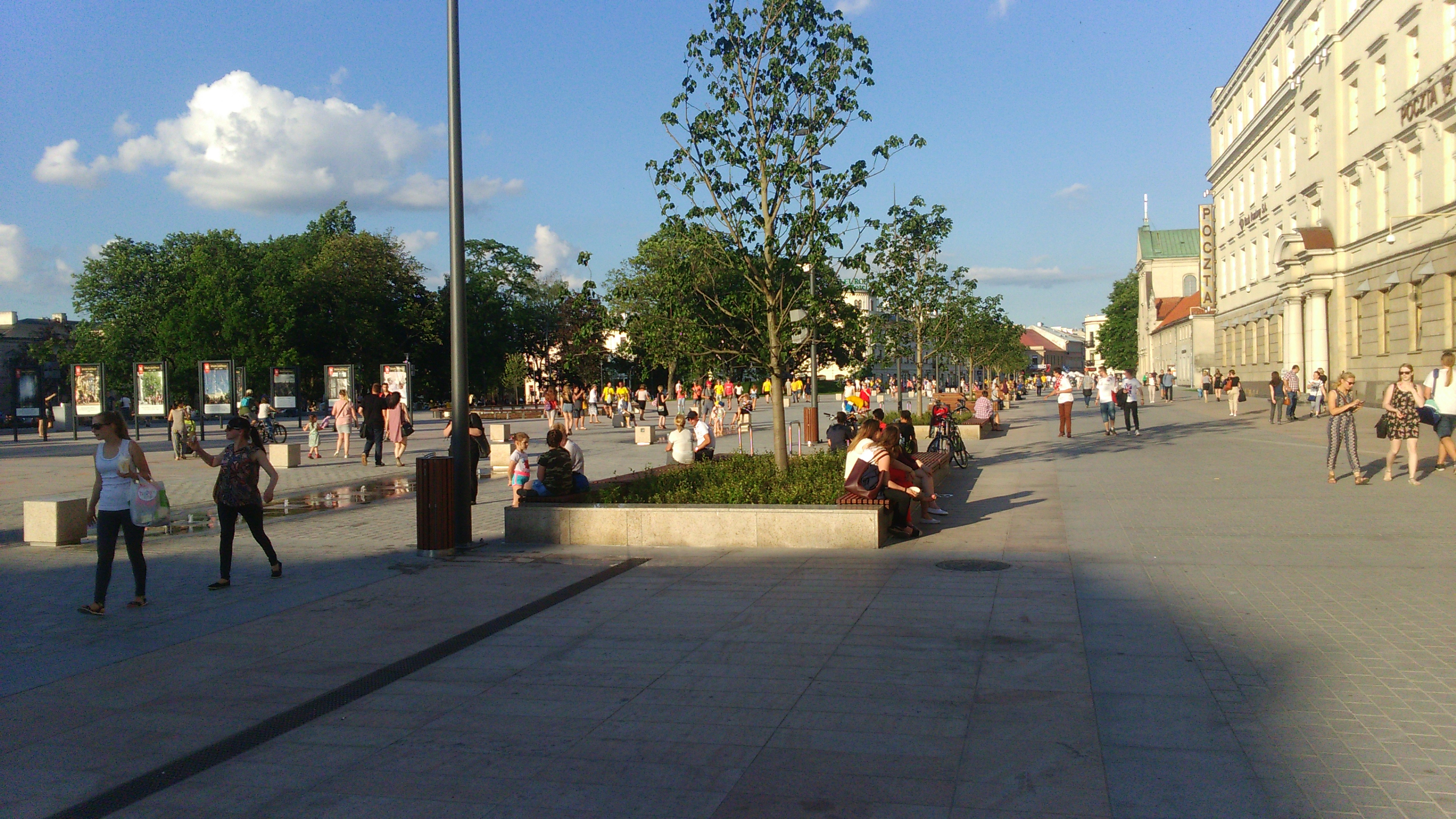
La vue du côté de la rue Kołłątaj
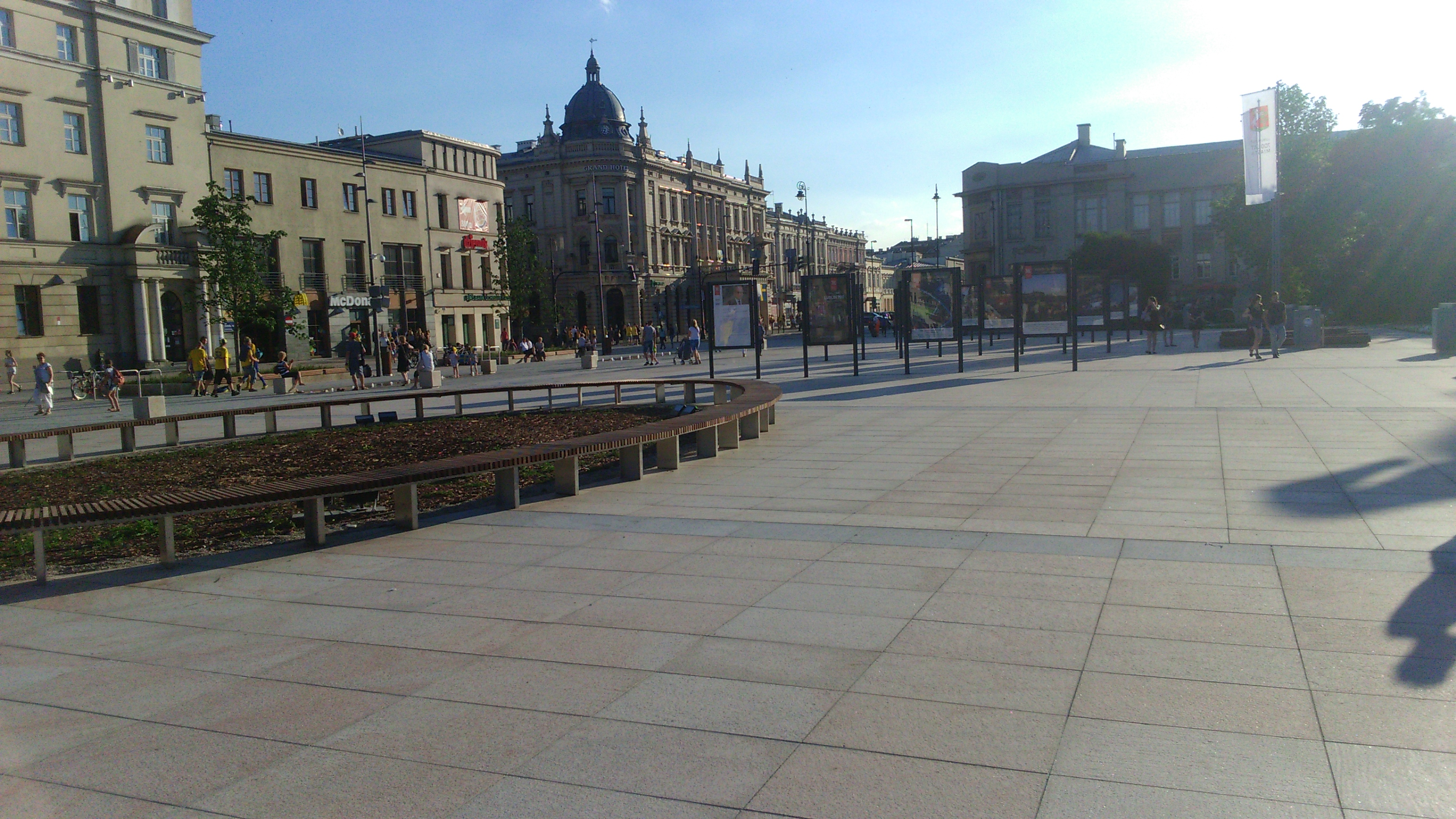
La vue du côté de la Vieille Ville
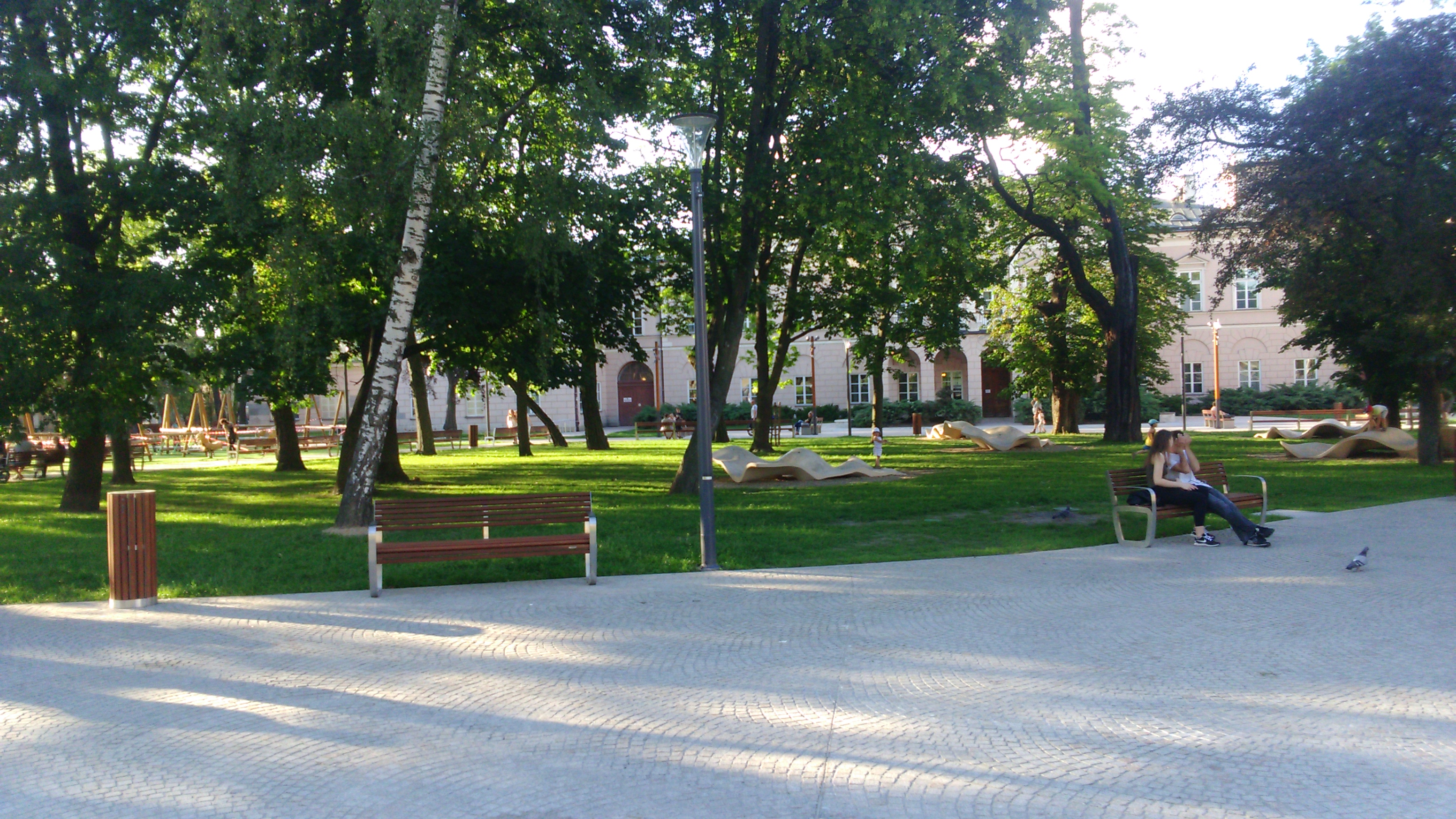
Le palais de Lubomirski à l’arrière-plan
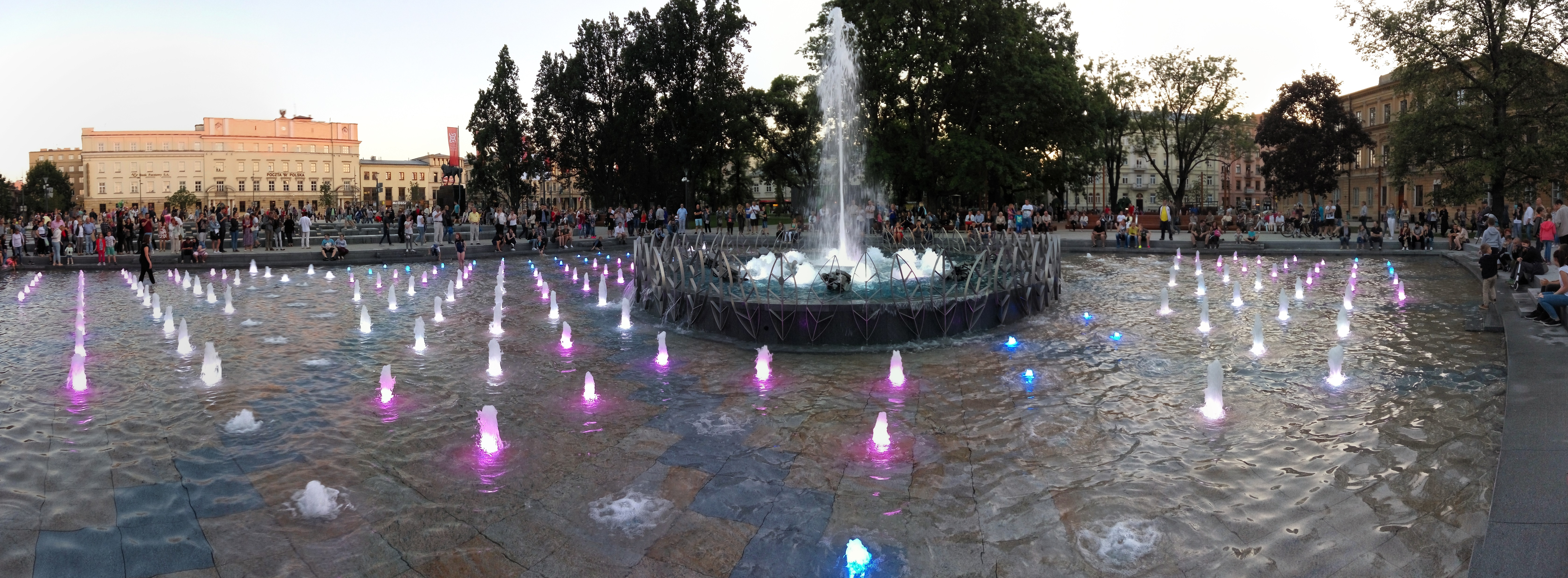
La fontaine multimédia
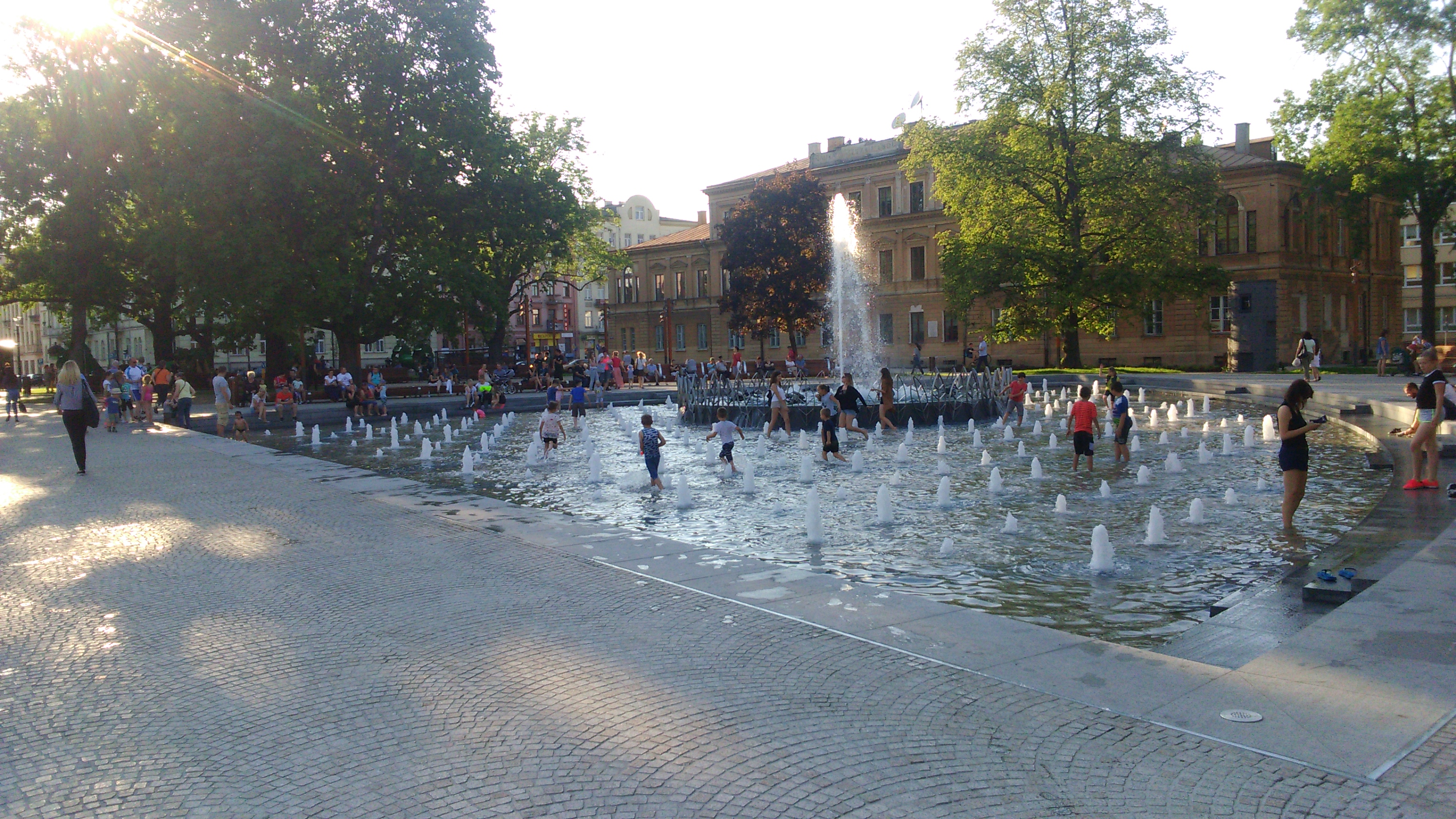
La fontaine, le palais du gouverneur à l’arrière-plan